# Teiaiagon

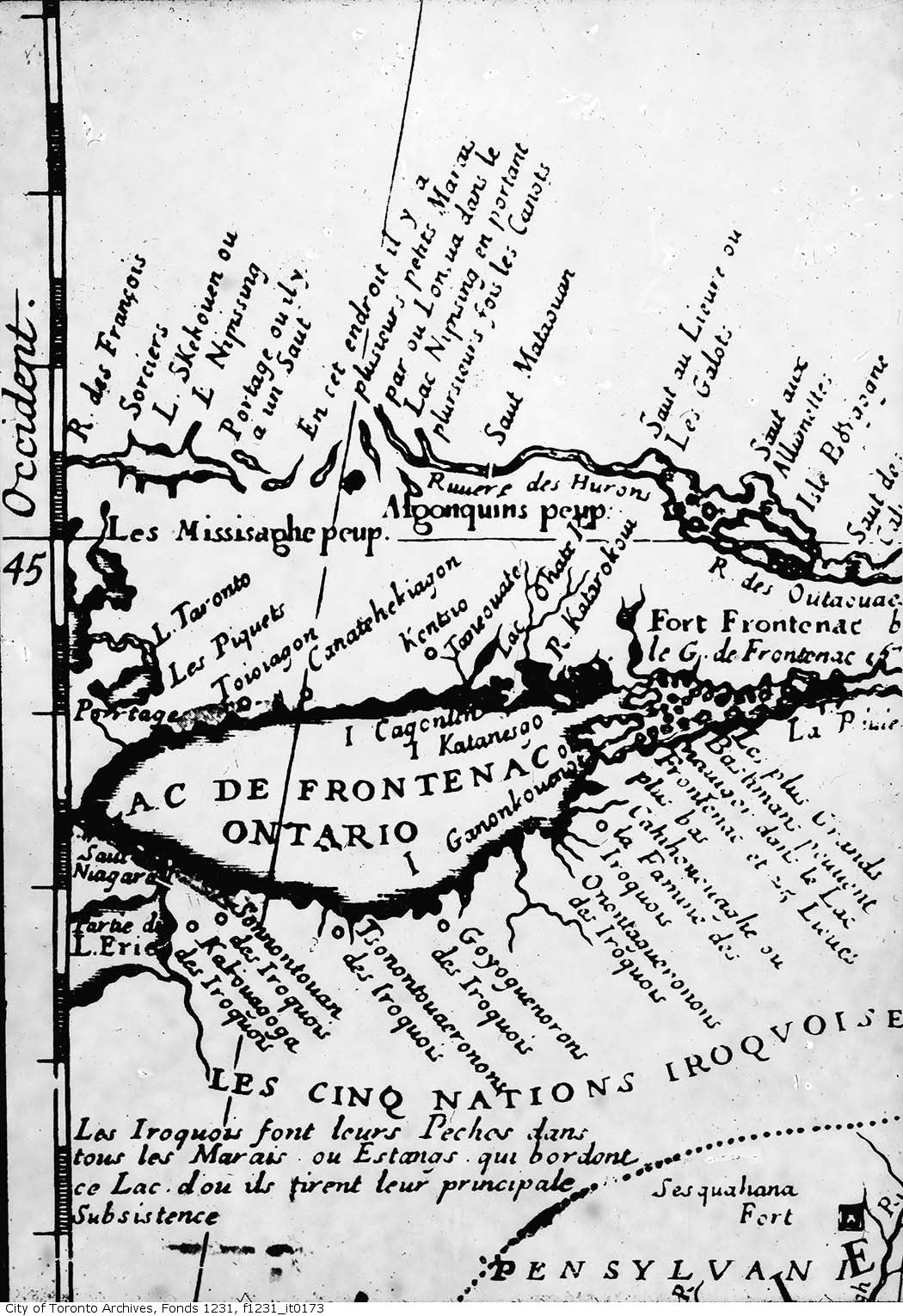
Die Karte verzeichnet Teiaiagon am Lac de Frontenac, dem heutigen Ontariosee, Pierre Raffeix, 1688.

Teiaiagon war ein aus 50 Langhäusern bestehendes Dorf, das im 17. und 18. Jahrhundert bestand. Seine Überreste befinden sich in der kanadischen Metropole Toronto, an der Kreuzung von Jane und Annette Street in der Gemeinde Baby Point.
Der Name bedeutet über den Fluss.  In den Quellen taucht der Ort auch als Taiaiako'n, Taiaiagon, Teyeyagon oder Toioiugon auf. Er wurde den ersten Europäern im frühen 17. Jahrhundert als Indianerdorf am Ostufer des Humber River bekannt; sie schätzten die Einwohnerzahl auf 5000. 

## Geschichte
Wann das Dorf entstand, ist unbekannt. Folgt man Percy Robinsons Toronto During the French Regime, so wurde es gemeinsam von Irokesen, genauer gesagt von Seneca und Mohawk genutzt. Hingegen zeigt Helen Tanner in ihrem Atlas of Great Lakes Indian History an der Stelle ein Seneca-Dorf, zumindest für die Jahre 1685–1687. Als gesichert gilt, dass es um 1696 im Besitz der Mississauga war, die nicht zu den Irokesen zählen.
Vielfach wurde behauptet, Étienne Brûlé sei 1615 durch Teiaiagon gekommen, doch wird dies inzwischen bezweifelt. La Salle passierte den Ort 1681 und 1682 auf seinen Reisen westwärts. Der Missionar Louis Hennepin schätzte die Einwohnerzahl des Dorfes auf 5.000. Demnach verteilten sie sich auf 50 Langhäuser. 
1687 griff der Marquis de Denonville zusammen mit mehreren hundert christlichen Konvertiten die Seneca auf dem Gebiet des späteren Bundesstaates New York an. Auf dem Rückweg zog er am Nordufer des Ontariosees entlang Richtung Fort Frontenac. Sicher ist nur, dass er am Humber und im Nachbardorf Ganatsekwyagon Halt machte. Seine indianischen Verbündeten hatten dort wahrscheinlich bereits die Macht übernommen. Es ist zwar naheliegend, dass die Seneca ihre Dörfer nördlich des Ontariosees verließen, um im Süden Hilfe zu leisten, aber sicher ist dies nicht. Daher ist eine Zerstörung durch den französischen Marquis ungewiss. Die Mississauga verdrängten jedenfalls zunächst die Irokesen wieder aus dem Süden Ontarios, bis diese nach der Unabhängigkeit der USA zurückkehrten. Nach 1688 wird Teiaiagon nicht mehr erwähnt, dennoch erscheint der Name auf europäischen Karten noch für rund 60 Jahre. 
Mit dem Großen Frieden von Montréal (1701) nahm der Handel in der Region wieder stark zu. Die Franzosen legten eine kleine Garnison in das Dorf. Sie blieb von 1720 bis 1730, zog dann weiter flussabwärts. 1750 übernahmen die Franzosen das Dorf erneut von den Mississauga und errichteten ein Fort am späteren Baby Point. Die Mississauga ihrerseits lebten genauso wenig in dem Dorf, wie die Franzosen. Sie lebten stattdessen von 1788 bis 1805 auf der gegenüberliegenden, westlichen Flussseite (nahe Old Mill Road und Bloor Street).
James Bâby aus Detroit kaufte 1816 das Land. Daher etablierte sich die Bezeichnung Baby Point. Er unterhielt Obstgärten auf dem Boden des verlassenen Dorfes. Später erwarb die Regierung das Gelände für Kasernen und eine Festung, doch verkaufte sie es später wieder. Neuer Besitzer wurde Robert Home Smith, der ab 1912 das Gelände erschloss. Obwohl der Ort seit langem als Indianersiedlung bekannt war, wurde erst 1949 eine Gedenktafel aufgestellt.